# Khazaria
Il Gran Khanato di Khazaria o Khanato di Khazaria o Impero di Khazaria (618 – 1016) deriva il suo nome dai Khazari, una popolazione di idioma turco, che si era insediata nelle steppe del sud-est russo a partire dal VII secolo. Il Gran khanato confinava a sud-ovest con l'Impero Bizantino, a nord-ovest con la Rus' di Kiev, a nord con le terre abitate dai Bulgari del Volga e a sud-est con il Califfato abbaside.

## Storia
Posto in un punto strategico (qui passavano le rotte fluviali della via variago-greca che dal Mar Nero conducevano sul Mar Baltico, qui arrivavano mercanti norreni, greci, arabi, bulgari, persiani diretti al nord e ad ovest), il Khanato di Khazaria fu un importante centro economico e politico, luogo di incontro e di reciproco influsso tra lingue, culture e religioni diverse (Islam, Cristianesimo, Animismo, Ebraismo).
La loro capitale era Itil (o Atil) alla foce del fiume Volga, 10 miglia dall'attuale città di Astrachan'. Un'altra importante città era Sarkel, costruita insieme ai Bizantini nei pressi del fiume Don per controllare le incursioni dei Rus' a sud di Kiev. In questa città i Cazari obbligarono i Bizantini a non costruire alcuna chiesa, ma costruirono una loro sinagoga. A nord-est, nel periodo di massimo splendore, anche i Bulgari del Volga furono vincolati da una specie di semi-vassallaggio.
Nel X secolo il Khanato inizia il suo declino dovuto agli attacchi dei Vichinghi-Variaghi della Rus' di Kiev e di altre tribù turche. La sua influenza politica diminuisce fino a scomparire del tutto nel XII secolo, con l'invasione dei Mongoli.
Nel 913 gli Arabi erano arrivati nei pressi di Itil; nel 965 il principe di Novgorod e Kiev, il variago Rus' Svjatoslav abbatte Sarkel sul Don e sembra che abbia anche sconvolto Itil, provocando il disfacimento dello stato khazaro. L'Impero si frantuma così e i diversi livelli (capi locali) non rispondono più al kaghan supremo come era stato fino ad allora e creano nuove realtà politiche o rafforzano le vecchie come la Bulgaria del Volga sotto l'emiro Almys conosciuto con nome musulmano di Ja'far bin Abdallah.

## La conversione alla religione ebraica
Tra l'VIII secolo ed il IX secolo, consistenti nuclei di ebrei semiti, dopo aver attraversato il Caucaso, entrarono in contatto con i Khazari. I sovrani di quest'ultimo popolo imposero, per motivi di stabilizzazione politica, la conversione del Khanato alla religione ebraica. Questo fatto è stato alla base dell'elaborazione di diverse teorie, la più nota delle quali vuole gli ebrei askenaziti discendere direttamente dai Khazari (il romanziere ebreo Arthur Koestler sostenne in modo particolare questa tesi).
Recenti studi genetici sembrano però dimostrare che elementi genetici originari del Medio Oriente dominano la linea maschile degli Askenazi (il cosiddetto cromosoma Y Aaron), ma la linea femminile potrebbe avere una storia diversa. Da ciò alcuni hanno dedotto che uomini del Medio Oriente abbiano sposato donne locali, il che significherebbe che gli Askenazi non siano imparentati con i Khazari o che questi rappresentino solo una parte degli antenati degli attuali Askenaziti. Ciò confermerebbe la tesi del professor Gumilev esposta nel suo libro From Ancient Russia To Imperial Russia (Ot Rusi k Rossii in russo), secondo cui gli attuali ebrei ashkenaziti non sono khazari di stirpe, ma invece discenderebbero da un gruppo di ebrei armeni (ashkenaz sta per armeno) mescolati alla nobiltà khazara. In effetti solo una piccola parte dei khazari si è realmente convertita all'ebraismo, mentre il resto ha continuato a professare il proprio credo animistico e pagano, con una piccola minoranza di cristiani e musulmani.

## Cronotassi dei sovrani
I sovrani del Gran Khanato di Khazaria sono stati, dal 618 al 1016, i seguenti, secondo la leggendaria Storia di Gia'far (XVI secolo in tataro annotata da Bariev) e in mancanza di conferme incrociate non ha al momento alcun valore storiografico fino a Bulan:
- 618-628: Tong Yabghu Qaghan (Ziebel, T'ung Yabghu, T'ung Yabgu, Tun Yabghu, Tun Yabgu, Ton Yabghu, Ton Yabgu, Tong Yabghu "Gran Khan", Tong Jabgu "Gran Khan", Tong Yabgu Kağan, Tong Yabğu, Tong Jabgu "Gran Khan", Tun Yabgu Khan, Tongyehu, Tǒngyèhù Khan, Tǒngyèhù Kěhán, Tŏngyèhùkĕhàn, T'ung-yeh-hu k'o-han, Зибел, Тун Джабгу хан, Тун-Джабгу хан, Тон Ябгу, Тунъеху, 統葉護可汗, 统叶护可汗, 统叶护, とうようこかがん, تون جبغو خان یا تونشخو)
- 628-650: Böri Shad (Böri Şad, Böri Šad, Bùlì Shè, Pu-li She, 步利设, 步利設,  , Il sovrano-lupo)
- 650-665: Irbis
- 665-668: Khalga
- 668-690: Kaban
- 690-715: Busir Glavan (Busir, Ibuzir Glavan, Ibouzir Gliabanos, Ibousiros Gliabanos, İbuzir Gliavan, Ιβούζηρος Γλιαβάνος, Ибузир Гляван)
- 715-731: Barjik (Il figlio del Gran Khan)
- 731-736: Bihar (Viharos, Вирхор)
- 736-737: Prisbit (Parsbit, Парсбит, La madre del Gran Khan)
- 740-760: Bulan (Bulan Sabriel, Пăлан, Пăлан ĕмпӳ, Булан, Булáн, בולאן)[11]
- 760-786: Baghatur (Bagatur, Bogatur, Boghatyr, Boghatir, Batu, Batur, Bator, Batar, Batoer, Batyr, Bahādur, Bahadur, Baatur, Baatar, Bahadır, Batır, Bagatır, Ba'atur, Baturs, Bağatar,  батур, баатар, Баатар, Багатур, Баатыр, Bạt Đô, Baγatur, βαγατουρ βογοτορ, バガトル, 巴特尔, بهادر, ᠪᠠᠭᠠᠲᠦᠷ)[12]

Di qui comincia l'elenco sui cui nomi si hanno più riscontri:
- 786-809: Obadiah (Obadiyah Xaqan, Обадия, Обадий, Овадия, 俄巴底亚, עבדיה);
- 825-840: Khan-Tuvan (Khan-Tuvan Dyggvi)
- 840-850: Tarkhan (Tarkhan, Re dei Khazari, Tarqan, Darqan, Darkhan, Darhans, Dorhans, Tarkan, Tarkhaan, Tarchan, Tarxan, Tarcan, Targan, Tarhans, Tarkán, Tarẖan, Török, Tarχan, Tarcanii, Tărcanii, Tárkányok, Tárkány Magyarság, Таркан, Tархан, Дарқан, Дархан, Tурхан, タルカン, 達干, 达干, 答剌罕, თარხანი, თარხუნთი, თავისუფალი, თავისუფალი ხელმწიფე, თავისუფალი ბატონ)
- 850-860: Hezekiah (Hezekiah ben Obadiah)
- 860-861: Zachariah (Zekeriya)
- 860-865: Manasseh I (Menasseh I, Menasseh ben Hezekiah, Манассия, Манассия I, Манассия бен Иезекия, מְנַשֶּׁה)
- 865-870: Chanukkah (Hanukkah, Chanukkah ben Obadiah, Hanukkah ben Obadiah, Ханукка)
- 870-875: Isaac (Isaac ben Hanukkah)
- 875-880: Zebulun (Zevulun ben Isaac)
- 875-900: Menahem (Menahem ben Aaron)
- 880-890: Manasseh II (Menasseh ben Zebulun, Moshe, Moses)
- 880-920: Benjamin (Benyamin, Вениамин, Вениами́н)
- 890-900: Nisi (Nisi ben Menasseh, Nisi ben Mose, निसी)
- 900: Aaron I (Aaron ben Nisi)
- 920-940: Aaron II (Aaron, Aaron ben Benjamin, II. Aaron, Аарон II, Ааро́н II, бек, хамалех)
- 940-965: Joseph (Yusuf, Joseph ben Aaron, Yusuf ben Aaron, Иосиф, Ио́сиф, Йосеф, Иосиф бен Аарон, יוסף); che è l'ultimo sovrano khazaro documentato
- 985-1000: David (David di Taman, Principe dei Khazari)
- 1000-1016: Georgius Tzul (Georgios, Георгий Цуло)